# Amun Abdullahi
Amun Abdullahi eller Amun Abdullahi Mohammed, född 23 oktober 1974 i Mogadishu, död 19 oktober 2024 i Afgooye, Somalia, var en somalisk-svensk radiojournalist samt grundare av Knowledge House i Hargeisa respektive Mogadishu, Somalia och av Kunskapshuset i Rinkeby, Stockholm.
Abdullahi sköts tills döds av maskerade män i Somalia, 49 år gammal.

## Biografi
Amun Abdullahi föddes i Mogadishu, Somalia, och växte sedan upp hos fosterföräldrar i Merca. Hon kom 1992 till Sverige som flykting. Hon bodde först i Umeå, där hon studerade svenska och arbetade inom äldreomsorgen. Hon var drivande i Röda Korsets vänverksamhet och var även engagerad i Röda Korsets insamlingsverksamhet i Umeå.
Abdullahi gifte sig och flyttade till stadsdelen Rinkeby i Stockholm. Hon flyttade sedan till stadsdelen Kista, innan hon för en period flyttade tillbaka till Mogadishu.
I Rinkeby engagerade hon sig i folkbildningsarbete, startade Somaliska mediaföreningen i Stockholm, och var med om att starta TV-sändningar på somaliska i Öppna Kanalen. Rinkeby Folkets hus tillhandahöll studio för sändningarna. Hennes drivkraft var att ta reda på fakta och motverka falsk ryktesspridning, framför allt kring planerade utvisningar. Hon intervjuade tjänstemän på olika myndigheter och ställde frågor som hon fångat upp från befolkningen i Rinkeby.
Hon fick Rinkeby stadsdelsförvaltnings uppdrag att göra en kartläggning av kvinnors bakgrund och motiv att komma till Rinkeby. Hon fick Sveriges Televisions uppdrag att göra ett reportage om personer som blivit utvisade till Somalia. Programmet ”Att köpa ett liv för pengar” fick mycket uppmärksamhet.
Abdullahi blev antagen till Dramatiska Institutets utbildning för dokumentärfilmare 2002. Innan utbildningen var helt klar rekryterades hon till Sveriges Radio International. Hon tog initiativ till ett upprop där 130 personer uttalade behovet av nyhetssändningar på somaliska i SR International. Undertecknarna poängterade att behovet av information var särskilt stort bland somalier. SR International startade därefter sändningar 25 minuter i veckan på somaliska. 2003 fick hon själv uppdraget att leda de somaliska radiosändningarna. Under hennes ledning utökades sändningarna till 30 minuter direktsändning per dag.
Hon gjorde flera uppmärksammade reportage som fick vidare spridning genom Dagens Eko. Däribland förtjänar ett reportage att nämnas särskilt. Abdullahi avslöjade 2009 hur den islamiska milisen Al-Shabab rekryterade ungdomar till striderna i Somalia via en fritidsgård i Rinkeby. Många somalier ville inte tro på de uppgifter hon förmedlade och sanningshalten i hennes reportage ifrågasattes även av radioprogrammet Konflikt.
Abdullahi fick motta upprepade hot om våld på grund av sitt arbete och blev även misshandlad. Hennes bil eldades upp. Händelsen ledde till att hon sade upp sig från SR och flyttade tillbaka till Mogadishu. Hon fick senare upprättelse genom ett uppföljande reportage i Uppdrag granskning som visade att hon hade gediget källmaterial som gav stöd för hennes slutsatser.
I Hargeisa och i Mogadishu startade hon Knowledge House, skolor med boende för ensamstående kvinnor och deras barn. Verksamheten har hittills[när?] omfattat 200 barn och deras mödrar.
Från 2015 var hon återigen bosatt i Sverige i stadsdelen Husby. Hon var gift med ”Abdi” Almi Ahmed och fick en son född 2016.
Hon startade 2016 projektet ”Kvinnor kokar ihop”, där hon samlade kvinnor med olika ålder och ursprung till samtal om mänskliga rättigheter samtidigt som de lagade mat tillsammans.
Från oktober 2018 drev Abdullahi Kunskapshuset i Rinkeby. Tillsammans med Rinkeby-Kista stadsdelsnämnd startade hon ett idéburet offentligt partnerskap i projektet ”Här och nu”. Kunskapshuset erbjuder föreläsningar, studiecirklar, träning i svenska och samtalsgrupper om arbetets betydelse, grunderna för det svenska välfärdssystemet, föräldrarollen samt boende, miljö och trivsel. Kunskapshuset har sedan det öppnades blivit en viktig förmedlare av kunskap och kontakter för de som söker information om det svenska samhället, som behöver hjälp med myndighetskontakter, hjälp att hitta lämpliga studier eller komma ut i arbete.
Den 19 oktober 2024, bara fyra dagar före sin 50-årsdag, sköts Amun Abdullahi till döds i Afgooye som ligger nordväst om huvudstaden Mogadishu. Motivet till mordet, som utfördes av maskerade män, är inte känt men media uppgav att området tidigare hade attackerats av terrorgruppen Al-Shabab.

## Utmärkelser
- Hon nominerades till Guldspaden, ett pris som årligen utdelas av Föreningen Grävande Journalister.[8]
- 2010 erhöll hon Publicistklubbens yttrandefrihetspris till Anna Politkovskayas minne.[9]